# Объединение церквей евангельских христиан-баптистов Приморского края
Объединение церквей евангельских христиан-баптистов в Приморском крае (ОЦЕХБ ПК) — один из основных протестантских церковных альянсов в Приморском крае. Объединяет примерно половину христиан, исповедующих баптизм, в Приморье. Входит в Российский Союз евангельских христиан-баптистов.
В настоящее время Объединение возглавляет епископ (старший пресвитер) Владимир Григорьевич Трохименко.

## История (дореволюционный период)

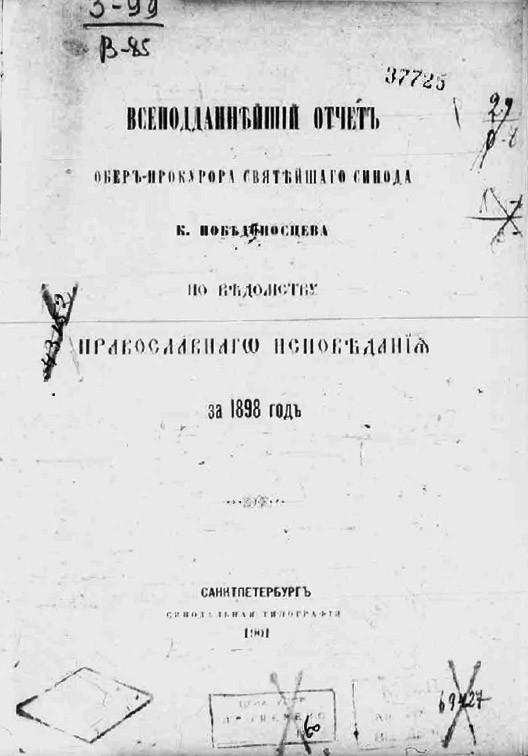
Всеподданнейший отчёт Обер-прокурора Святейшего Синода К. Победоносцева царю от 1898 года. В нём сообщалось о появлении в Приморье крестьян-штундистов.

Первые сведения о появлении в Приморье штундистов (предшественников российских баптистов) относятся к 1898 году. Тогда обер-прокурор Святейшего Правительствующего Синода Константин Победоносцев докладывал императору о переселении в Приморье из Киевской губернии крестьян-штундистов.
В 1909—1910 году евангельско-баптистская община появилась в находящихся по соседству крестьянском селении Лутковском и казачьей станице Медведицкое (ныне это территория города Лесозаводска). В 1912 году — во Владивостоке и Никольске-Уссурийском (ныне город Уссурийск). Также до революции община появилась в селении Сучанские Рудники (ныне город Партизанск).
Власти и РПЦ болезненно реагировали на появление «иноверцев». Лишь во Владивостоке верующие получили возможность проводить богослужения легально. В остальных местах полиция периодически разгоняла собрания.
Ситуация ухудшилась с началом Первой мировой войны. Баптистов прямо обвиняли в симпатиях кайзеру Германии и германской армии, воюющей против России.

Например, в конце 1915 года в дальневосточной газете «Утро России» № 242 (перепечатка из неё появилась во владивостокской газетой «Дальний Восток» № 2712) было опубликовано письмо неких «железнодорожных служащих слюдянского и мысовского братолюбия» (в реальности никаких баптистских организаций под названием «братолюбие» не существовало). Вот выдержка из этого письма:
«…Мы, баптисты, восприняли благодать Господа нашего Иисуса Христа, и поэтому, идя евангельскими путями, познали истину, которою также руководствуется хранитель евангельских истин благодатный царь земли кайзер Вильгельм, как первоисточник евангельских истин и исповедник их. Этою благодатною силою поразит он всех врагов Христа. Кто, как не свыше, открыл ему совершать победы силою омрачённого воздуха? Мы, баптисты, преклоняемся перед величием благодатной славы кайзера Вильгельма, который, как верный и благодатный баптист, мечом и Евангелием победит весь мир и наступит тогда благодатное царство его по всей земле»…
Это провокационное письмо стало причиной ареста и заключения баптистов, служивших на Забайкальской железной дороге.

## История (первые десятилетия советской власти)

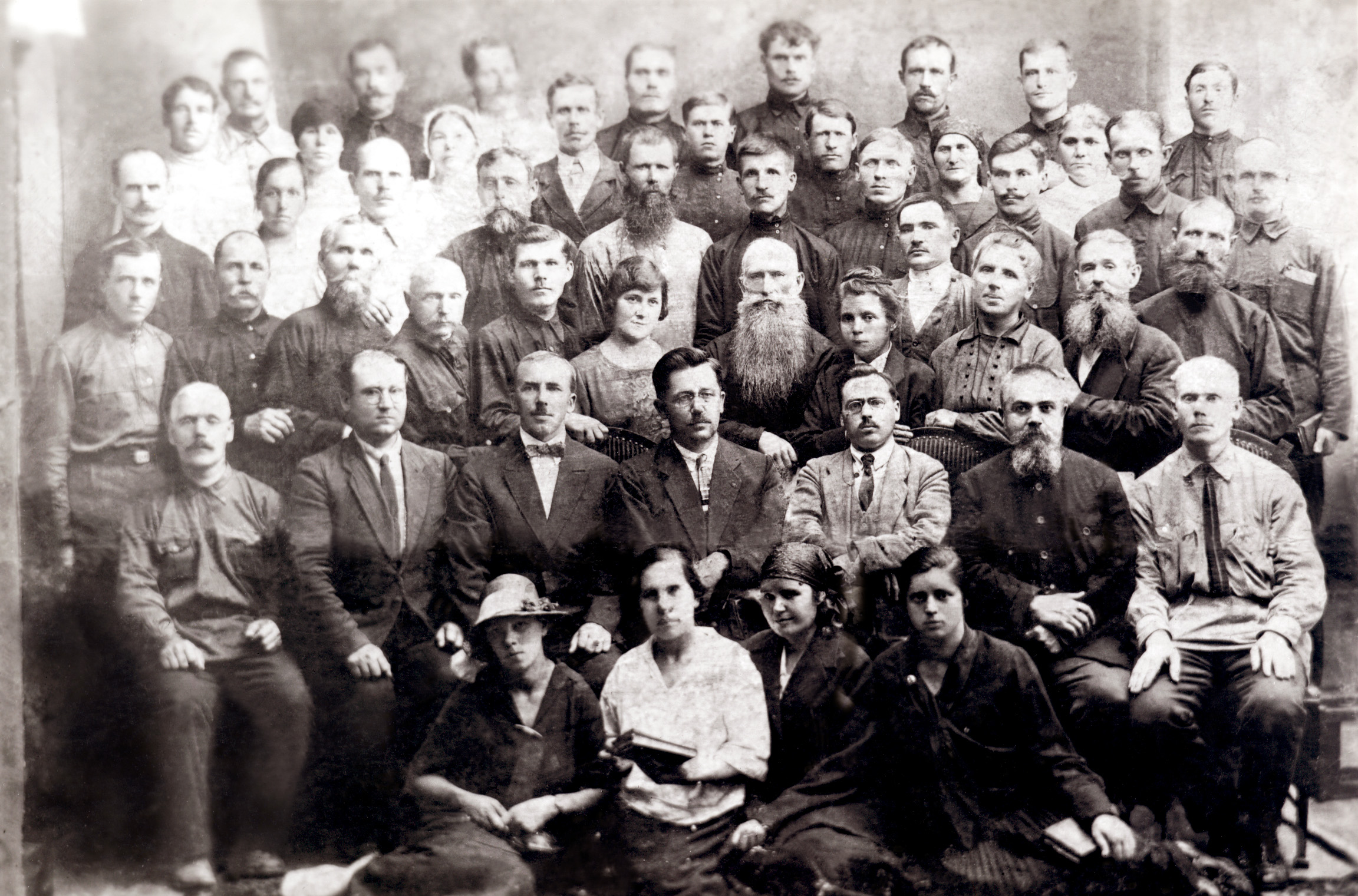
Пятый дальневосточный съезд евангельских христиан, прошедший во Владивостоке в 1926 году. Во втором ряду, в центре, председатель ДОВСЕХ Николай Никитович Красев. В третьем ряду, четвёртый справа (с большой бородой) — пресвитер Владивостокской общины евангельских христиан Иосиф Антонович Вахник

В первое послереволюционное десятилетие общины пережили бурный рост, особенно интенсивный до конца 1922 года, когда в Приморье вступила большевистская армия. Широко распространено мнение о том, что в 1920-е годы евангельские церкви в стране не подвергались гонениям. На самом деле это ошибочное мнение, многократно опровергнутое серьёзными исследователями. Первая жёсткая «антисектантсткая» кампания в стране прошла уже в 1922—1923 годах. Например, известный российский историк религии А. И. Савин утверждает:

"К концу 1922 г. кампания по изъятию церковных ценностей, приведшая к разгрому Русской православной церкви, в целом по стране была завершена. Очередной целью большевистской атаки на религию стали евангельские церкви баптистов, евангельских христиан, адвентистов седьмого дня и меннонитов, которые вызывали к этому времени серьёзные опасения у большевистского руководства как образования, способные в рамках религиозных организаций аккумулировать значительное число сторонников, в том числе верующих, отпавших от ортодоксии. В подобной обстановке логичным было начать борьбу с «контрреволюцией, прикрывающейся флагом сектантства»).

Тем не менее до конца 1920-х годов евангельские церкви в Приморье и в целом в СССР продолжали развиваться. Так, в 1927 году в Приморье было 22 общины баптистов численностью 710 человек, у евангельских христиан было 37 общин (1064 человека):75.

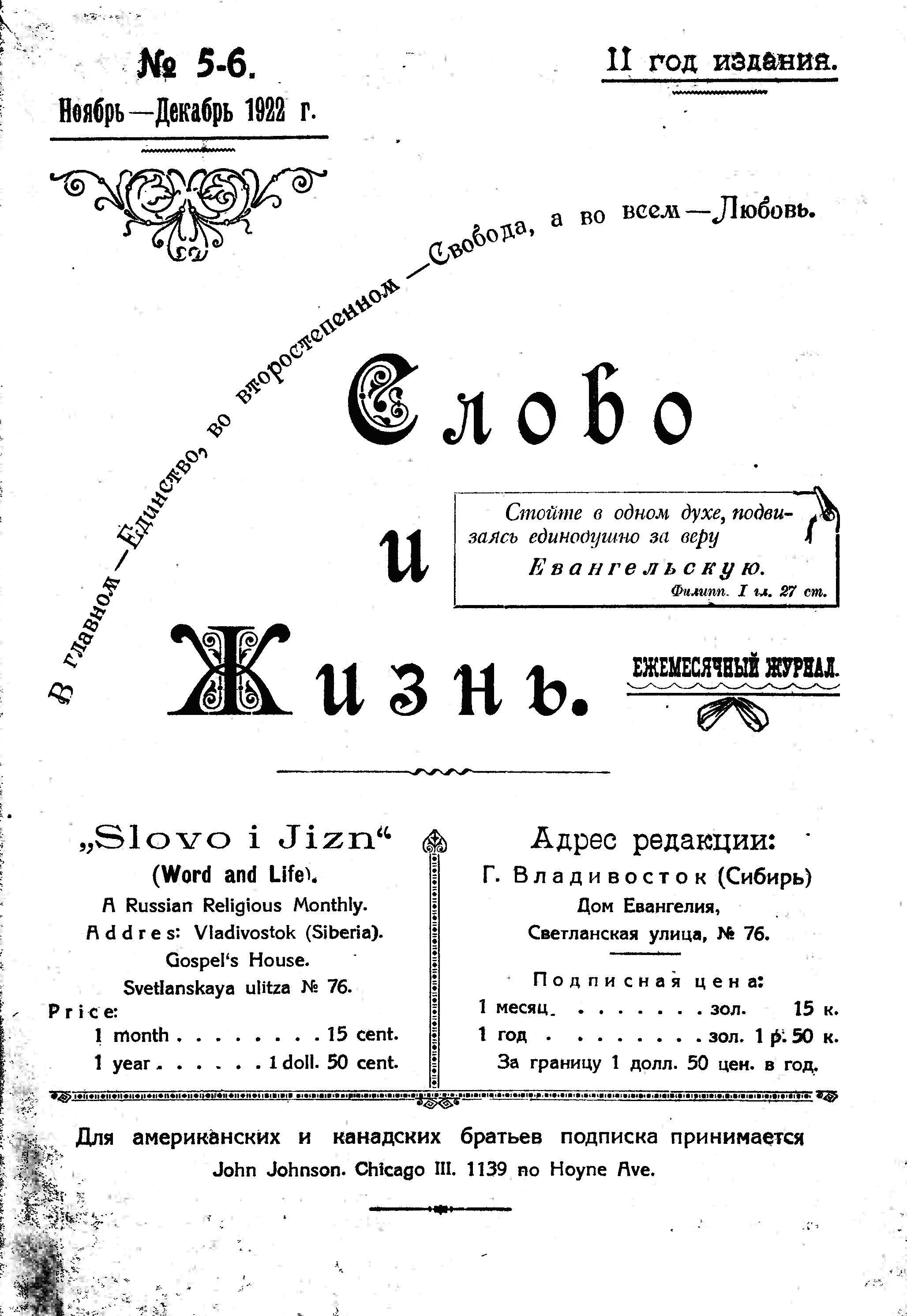
Издавашийся евангельскими христианами во Владивостоке духовно-назидательный журнал «Слово и Жизнь», 1922 год. Редактор Николай Никитович Красев

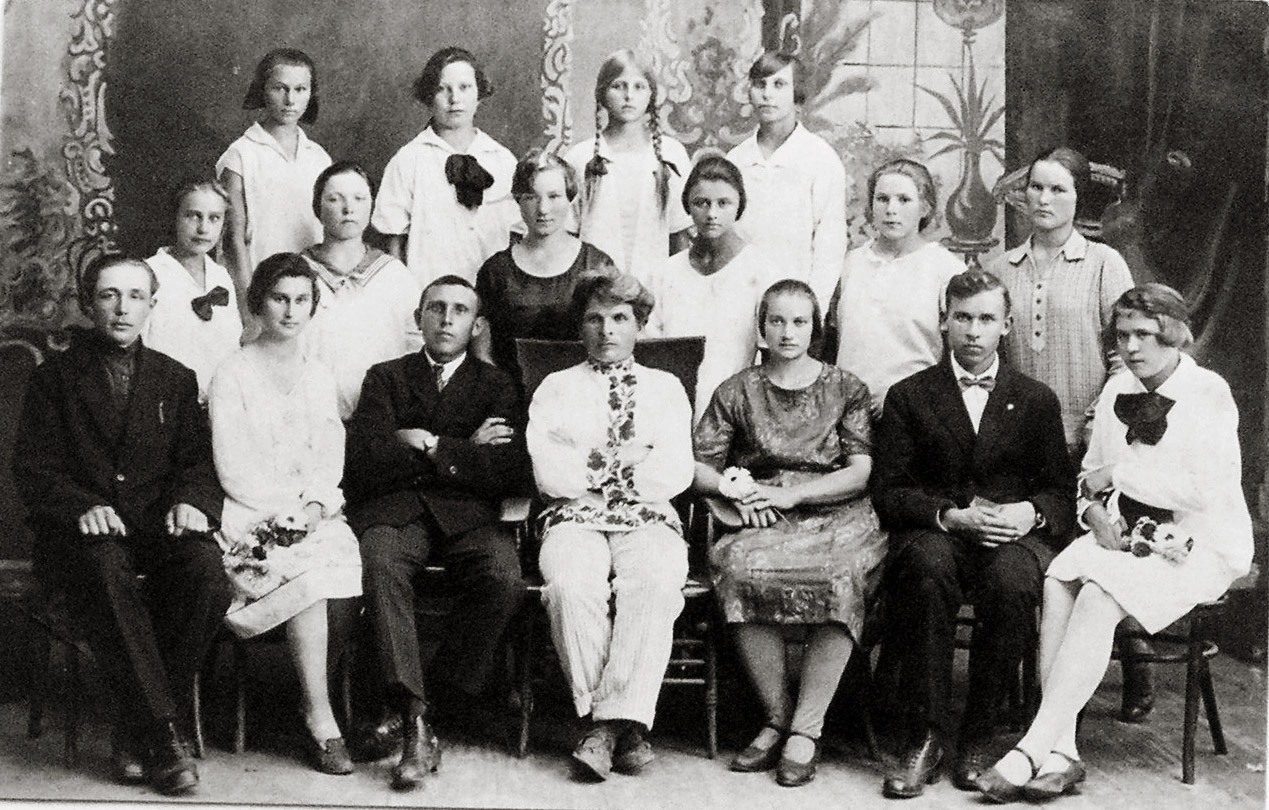
Хор церкви Спасска-Дальнего, 1932 год

Работу баптистских общин координировал Дальневосточный отдел Союза баптистов в СССР (в 1925 году он был переименован в Дальневосточный союз баптистов) с центром в Хабаровске. Возглавлял его сначала пресвитер и миссионер Яков Яковлевич Винс, а затем его сын Пётр Яковлевич Винс. У евангельских христиан региональным координационным центром был Дальневосточный отдел Всероссийского Союза евангельских христиан (ДОВСЕХ) с центром во Владивостоке. Председателем ДОВСЕХ до 1926 года был Николай Никитович Красев, затем его сменил пресвитер из Спасска-Дальнего Андрей Иосифович Савельев.
И баптисты, и евангельские христиане издавали во Владивостоке свои журналы («Слово и Жизнь» — евангельские христиане и «Благовестник» — баптисты), которые расходились по всему миру.

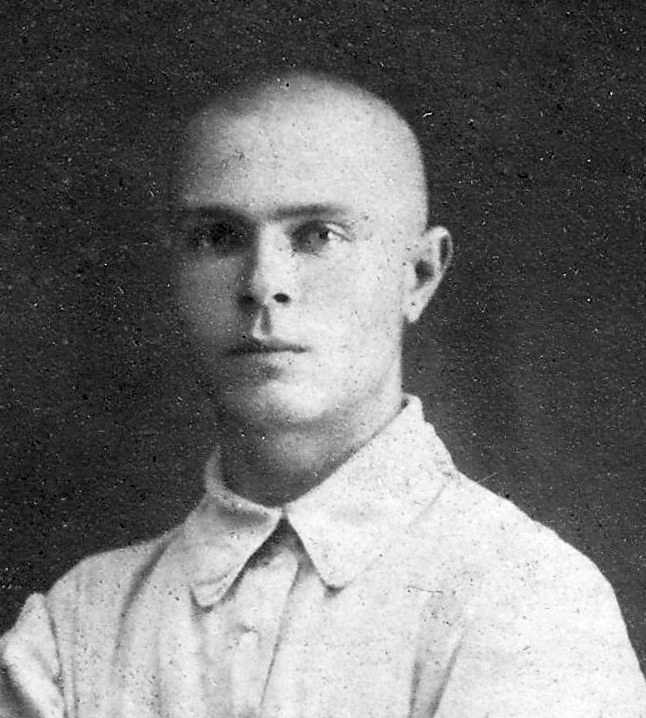
Павел Дмитриевич Скворцов, пресвитер Владивостокской церкви баптистов в 1930 году. Был арестован в начале 1931 года. Затем сослан с семьёй в тайгу. Повторно арестован в 1934 году, из заключения не вернулся. Его жена умерла от лишений во время ссылки. Шестерых детей разобрали по семьям верующие

В духе времени верующие организовывали христианские артели и кооперативы. Так, во Владивостоке были созданы бондарная артель «Приморье» и швейный кооператив «Игла». Ещё одна швейная группа существовала в Никольске-Уссурийском (ныне Уссурийск). В Черниговке работало христианское машинное товарищество, в Лутковском (ныне Лесозаводск) — пасечная артель, в сёлах существовали рисоводческие артели:77.
К концу 1920-х годов ситуация стала меняться. Отношение советской власти к протестантским церквям стремительно ухудшалось. По мнению историка религии А. И. Савина:

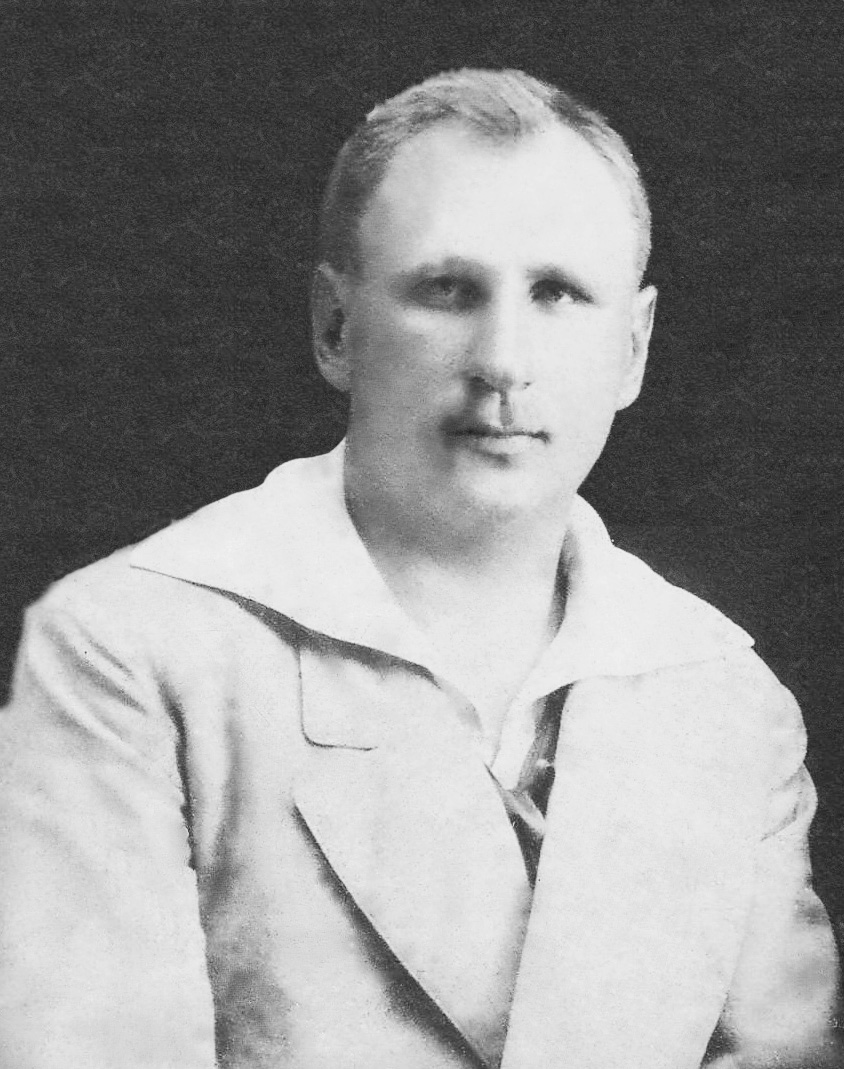
Антон Павлович Мартыненко, пресвитер Уссурийской церкви баптистов на рубеже 1930-х. Был арестован в 1929 году, отсидел год. Вновь арестован в 1931 году. В 1933 году выслан в Омск. В 1936 году его вновь арестовали и через год заключения — расстреляли.

"В 1928—1929 гг. у руководства партии сформировалось убеждение, что русская православная церковь более не является, несмотря на значительное число сохранившихся приходов и верующих, серьёзным противником «новой революции»).

Советская власть перенаправила остриё своей антирелигиозной борьбы на протестантов. С 1928 года волна репрессий непрерывно нарастала до периода Большого террора 1937—1938 годов. В 1937 году вышел секретный оперативный приказ НКВД № 00447, в соответствии с которым пресвитеры, диаконы, проповедники, регенты хоров были объявлены «антисоветскими элементами» и репрессированы. Поимённый список жертв сталинских репрессий из числа евангельских христиан и баптистов Приморского края, приведённый в книге Андрея Дементьева, включает 108 человек. Из них 88 казнены через расстрел:113-141.
К 1938 году в результате репрессий в Приморье не осталось ни одной легальной общины. Уцелевшие верующие либо вовсе перестали собираться на совместные молитвы, либо собирались втайне, маленькими группами.

## История (послевоенный период)
После случившегося в годы Великой Отечественной войны смягчения сталинской политики в отношении религиозных организаций, церкви стали предпринимать попытки выхода из подполья. Так, Владивостокская община евангельских христиан-баптистов пыталась зарегистрироваться с 1945 года, но только в 1964 году власти удовлетворили просьбы верующих:187.

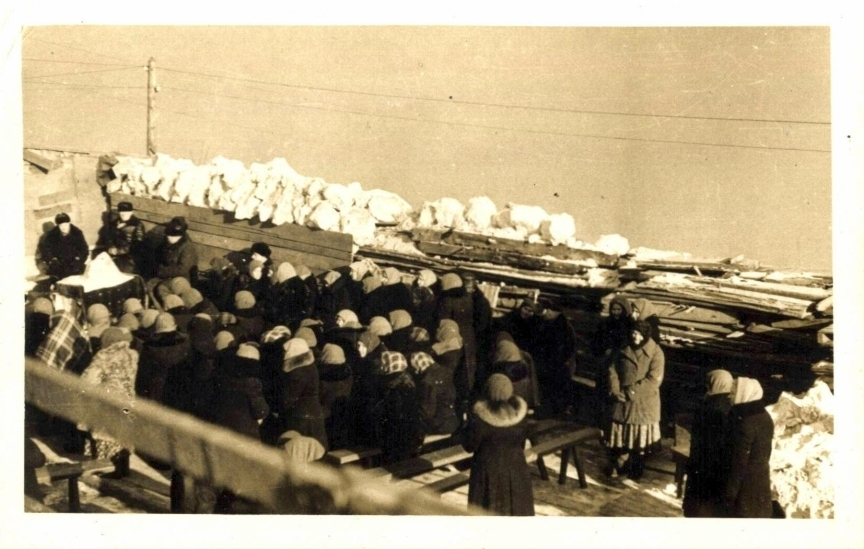
Богослужение Владивостокской церкви евангельских христиан-баптистов на развалинах Дома молитвы, незаконно снесённого городскими властями в 1959 году

В 1958 году в стране началась новая широкомасштабная антирелигиозная кампания, названная по имени тогдашнего первого секретаря ЦК КПСС «Хрущёвская». Особенностью этой кампании была её направленность не на физическое истребление верующих, как при Сталине, а на их «перевоспитание» одновременно с натравливанием на верующих основной части общества.

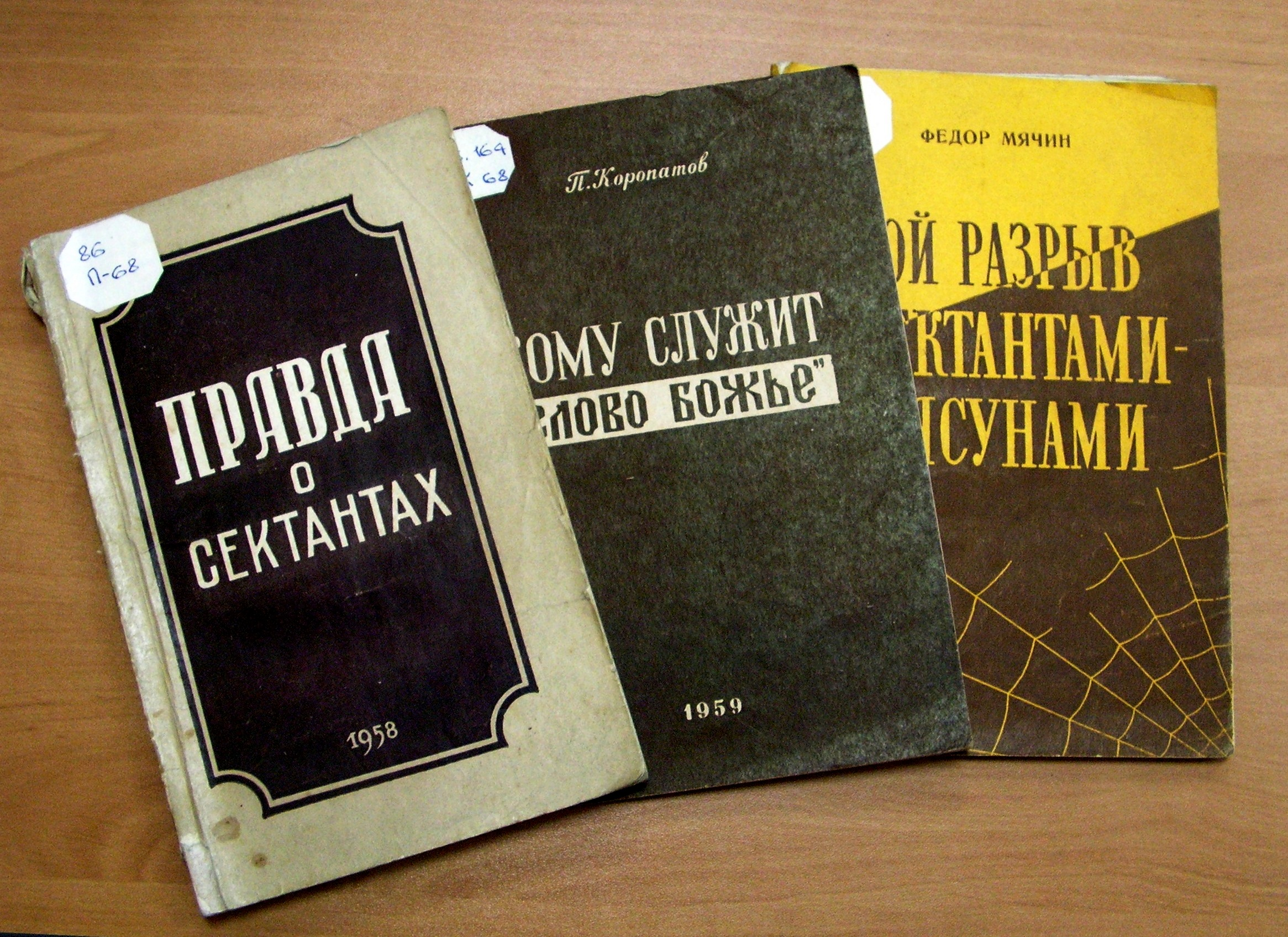
«Правда о сектантах», "Кому служит «слово божье», «Мой разрыв с сектантами-трясунами» — «антисектантсткие» книги, изданные Приморским книгоиздательством в 1958—1959 года в рамках Хрущёвской антирелигиозной кампании

Для Хрущёвской антирелигиозной кампании были характерны огульная травля «сектантов» в СМИ, кино (культовой картиной того времени стал «антисектантский» фильм «Тучи над Борском»), книгах, а также по месту работы и учёбы. Многих уволили с работы.
В этот период в стране был принят указ «Об усилении борьбы с лицами (бездельниками, тунеядцами, паразитами), уклоняющимися от общественно-полезного труда и ведущими антиобщественный паразитический образ жизни». Только в Приморье 18 баптистских священнослужителей были причислены к тунеядцам (все они работали или находились на пенсии, но их обвинили в извлечении «нетрудовых доходов» в общинах) и приговорены к высылке (обычно на 5 лет) в специально отведённые поселения:166.
Известны случаи лишения верующих (чаще пятидесятников из г. Находка, но, как минимум, один случай и у баптистов, — в Уссурийске) родительских прав и насильственного помещения их детей в интернаты. Несколько человек получили различные лагерные сроки по уголовным статьям, но так или иначе они были связаны с религиозными убеждениями:154.
Для этого времени были характерны показательные судебные процессы над верующими, собиравшие, порой, по нескольку тысяч человек.

Характерным для того времени стал процесс по делу о доведении до самоубийства 12-летнего школьника из Уссурийска Коли Балыклова. 19 ноября 1962 года мать и отчим Коли сообщили в милицию, что, вернувшись домой, они обнаружили труп мальчика в петле. Прибывший на место следователь обнаружил на теле мальчика многочисленные следы побоев, а неподалёку от него записку: «Бабушка, я плохой человек. Я обманывал господа, я обманывал вас, папу, маму, Юру и людей. Я просил господа, чтобы он меня простил, но я грешен и он меня не простил. Коля».
Выянилось, что родители Коли были пьющими, а воспитанием ребёнка больше занималась бабушка-баптистка, жившая отдельно от них. Следователь игнорировал наличие следов побоев на теле, а на основании записки сделал вывод о том, что Коля совершил суицид под воздействием религиозного воспитания баптистов. Следователь незамедлительно дал об этом информацию в городскую газету «Коммунар», которая сначала опубликовала статью о случившемся, а затем на протяжении месяца почти ежедневно публиковала гневные отклики уссурийцев. Например, 23 декабря был опубликован такой отклик читательницы И. Скороход:
«…Я до глубины сердца возмущена тем, что Коля Балыклов погиб трагической смертью. <…> У нас не единичны случаи, когда баптисты уродуют души людей. <…> Нужно наказать по всей строгости закона и Колину бабушку, и родителей, и всех мракобесов, повинных в смерти Коли Балыклова».
Ещё до окончания следствия состоялся общественный суд над четырьмя членами Уссурийской общины баптистов и родителями Коли. По итогам суда пресвитер общины и его помощник были приговорены к 5 годам высылки (каждый), дело бабушки передали для дальнейшего уголовного преследования (и она была осуждена на 3 года лишения свободы), и одной верующей вынесли общественное порицание.
Дело получило широкую огласку, а краевое телевидение даже сняло по его материалам пропагандистский документальный фильм, который демонстрировался по ТВ и в кинотеатрах.
Однако баптистам удалось настоять на проведении повторного следствия по этому делу. Повторное расследование установило, что мальчик умер от побоев родителей. А родители, пытаясь уйти от наказания, инсценировали самоубийство Коли и сфальсифицировали записку.
Бабушка Коли была досрочно выпущена из заключения, родители Коли получили по 5 лет лишения свободы. Судьба пресвитера и его помощника неизвестна. Ни в газетах, ни на телевидении никаких опровержений первоначальной информации не публиковалось:163-166.

В 1963 году хрущёвская антирелигиозная кампания стала выдыхаться, общественно-государственный прессинг на верующих постепенно ослабевал, хотя до самого конца коммунистического режима в СССР никогда полностью не сходил на нет. Тем не менее с 1964 года начался постепенный процесс легализации церквей.

## Современность

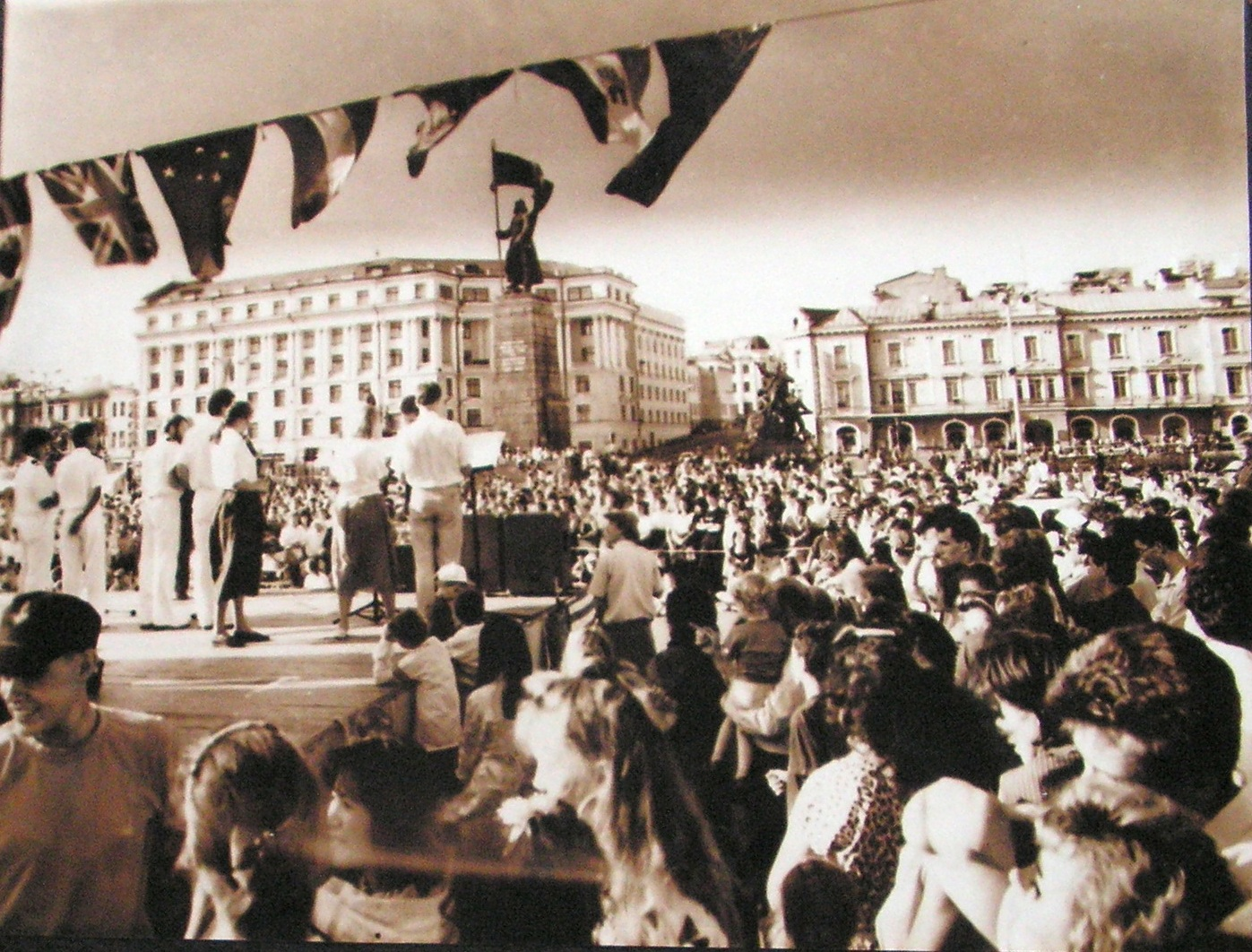
Христианский фестиваль на центральной площади Владивостока, организованный международным экипажем миссионерского судна «Доулос» и местными верующими, 1992 год

После падения Советской власти (1991) церкви евангельских христиан-баптистов в Приморье пережили ещё один период бурного роста. Увеличилось и число церквей и количество верующих в них. Впервые за многие десятилетия верующие получили возможность проповедовать Евангелие открыто. Правда, уже к концу 1990-х разрешения на уличные мероприятия стало всё сложнее получать.
В 2001 году было создано и прошло регистрацию в краевом Управлении Минюста Объединение церквей ЕХБ Приморского края (ОЦЕХБ ПК). Первым епископом (старшим пресвитером) ОЦЕХБ ПК приморские верующие избрали Геннадия Кузьмича Ивкова. До 2010 года для церквей, входящих в РС ЕХБ, региональным центром Дальнего Востока являлся Хабаровск. В 2010 году на съезде делегатов церквей Приморья было принято решение о выходе из-под опеки Хабаровска и самостоятельном вхождении в РС ЕХБ. К началу 2013 года в ОЦЕХБ ПК входили 22 церкви и группы.

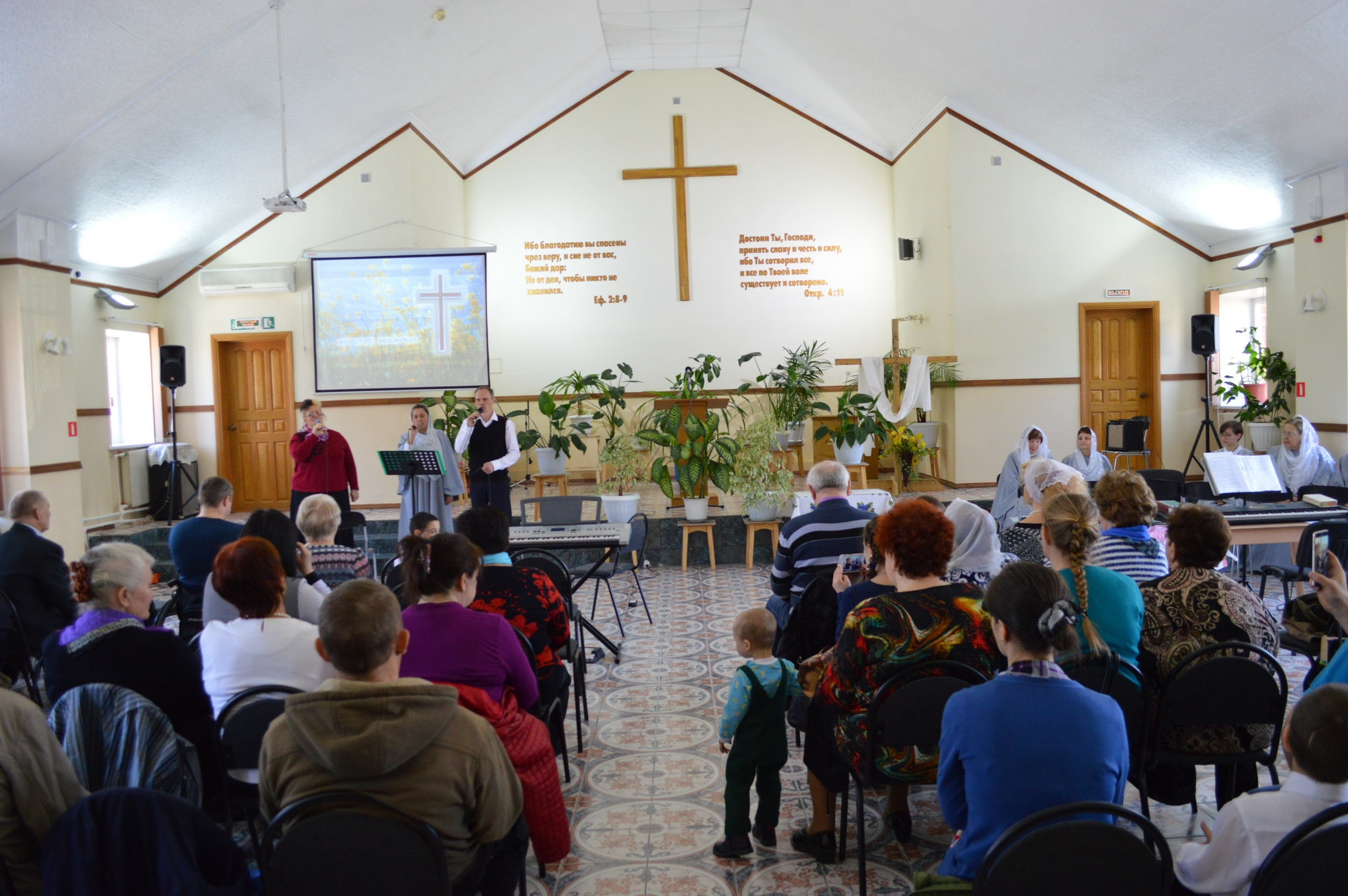
Богослужение в церкви ЕХБ «Благая Весть» г. Владивостока.

В соответствии с вероучением ЕХБ, каждая из баптистских общин является самостоятельной и управляется только самими членами общины. В сферу деятельности епископа и регионального объединения входит координация взаимоотношений между церквями, содействие проповеди Евангелия и церковной жизни. Епископ уполномочен на представительские функции (представление приморских церквей во взаимоотношениях с РС ЕХБ и другими религиозными организациями, с обществом и органами власти). Также он занимается организацией различных межцерковных конференций, семинаров, обучений и т. д. По просьбе представителей общин епископ может выступать в роли третейского судьи во внутрицерковных спорах.
Члены церквей, входящих в ОЦЕХБ ПК, активно занимаются благотворительностью, посещают больницы, детские дома и другие социальные учреждения. Проповедь Евангелия ведётся в исправительных лагерях Приморского края. При ОЦЕХБ ПК существует Уссурийский социально-реабилитационный центр «Возрождение» для наркоманов, алкоголиков, освободившихся заключённых и просто людей, оказавшихся в сложной жизненной ситуации. Реабцентр существует с 2004 года, за это время полный курс реабилитации в нём прошли около 400 человек.

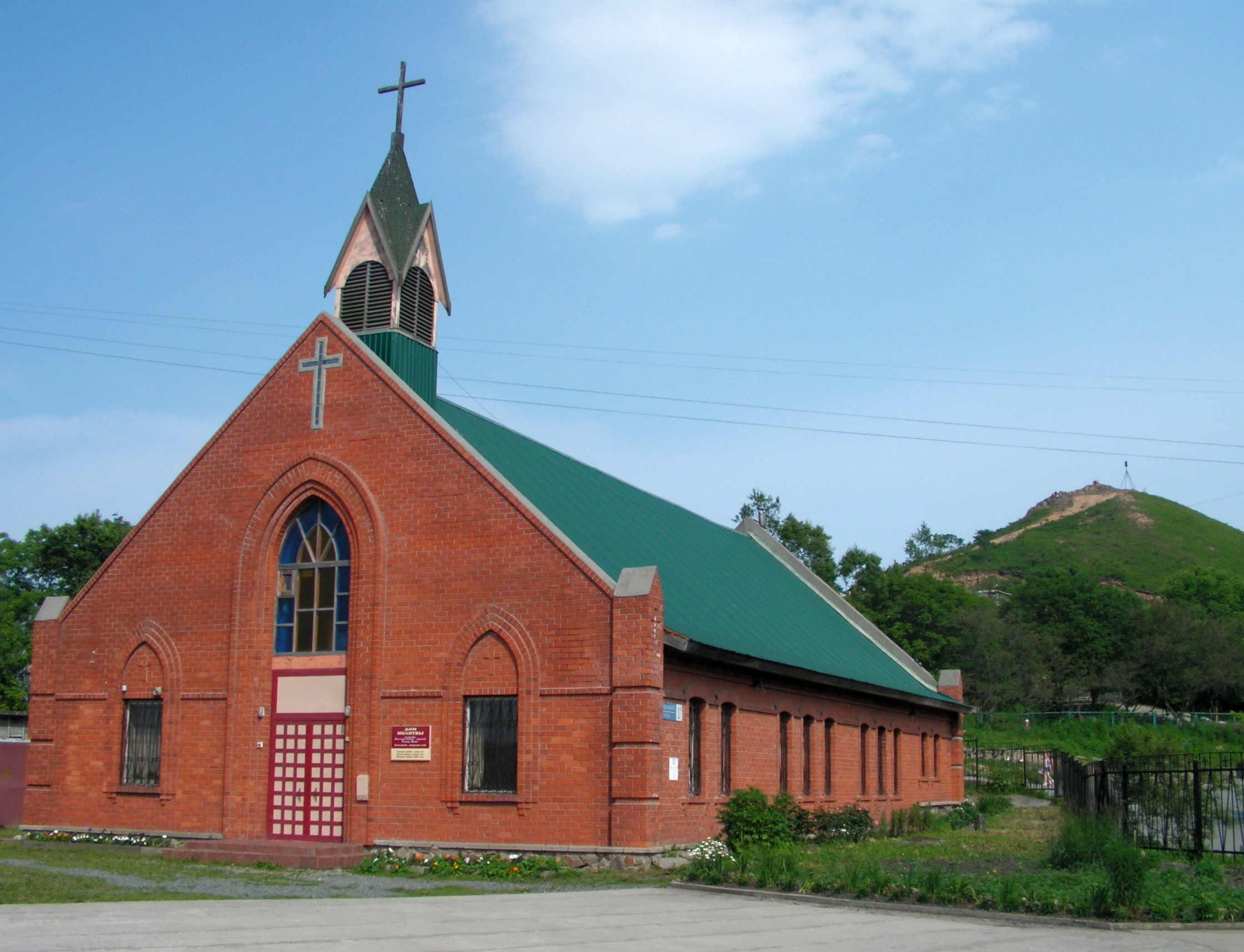
Дом молитвы церкви ЕХБ «Благая Весть» г. Владивостока, входящей в ОЦЕХБ ПК

## Некоторые церкви, входящие в ОЦЕХБ ПК
- Центральная церковь ЕХБ Владивостока
- Владивостокская церковь ЕХБ «Благая Весть»
- Уссурийская церковь ЕХБ «Свет миру»
- Церковь ЕХБ «Спасение» г. Спасск-Дальний
- Артёмовская церковь ЕХБ
- Церковь ЕХБ «Благодать» посёлка Пластун
- Церковь ЕХБ «Ковчег Спасения» посёлка Зарубино

В то же время в ОЦЕХБ ПК не входят такие относительно крупные церкви, как Находкинская церковь ЕХБ, Владивостокская церковь МСЦ ЕХБ, Владивостокская церковь «Преображение» и ряд более мелких церквей и групп.

## Мнение религиоведа
Светлана Дударёнок, кандидат философских наук, доктор исторических наук, член президиума Российского объединения исследователей религии, председатель Приморского отделения РОИР:
«Я считаю, что баптисты, евангельские христиане, адвентисты седьмого дня и пятидесятники для нашей страны являются традиционными религиозными организациями, более чем вековое их существование в нашей цивилизационной среде адаптировало их вероучение к российской ментальности, позволило выработать свои социальные доктрины и определить своё место в российской действительности.
Для российского Дальнего Востока, который изначально осваивался людьми с различными вероисповедными и этническими корнями, протестантизм (баптизм, евангельское христианство, адвентизм и пятидесятничество), история которых не прерывалась даже в самые страшные советские годы, — религии, которые необходимо признавать традиционными, в дополнение к другим исторически признанным. Тем более, что количество протестантских религиозных организаций на российском Дальнем Востоке значительно опережает количество исламских, иудейских и буддистских общин. Не использовать возможности протестантских церквей в решении назревших проблем дальневосточного региона не просто расточительно, а глупо».